# 보스턴 코빗

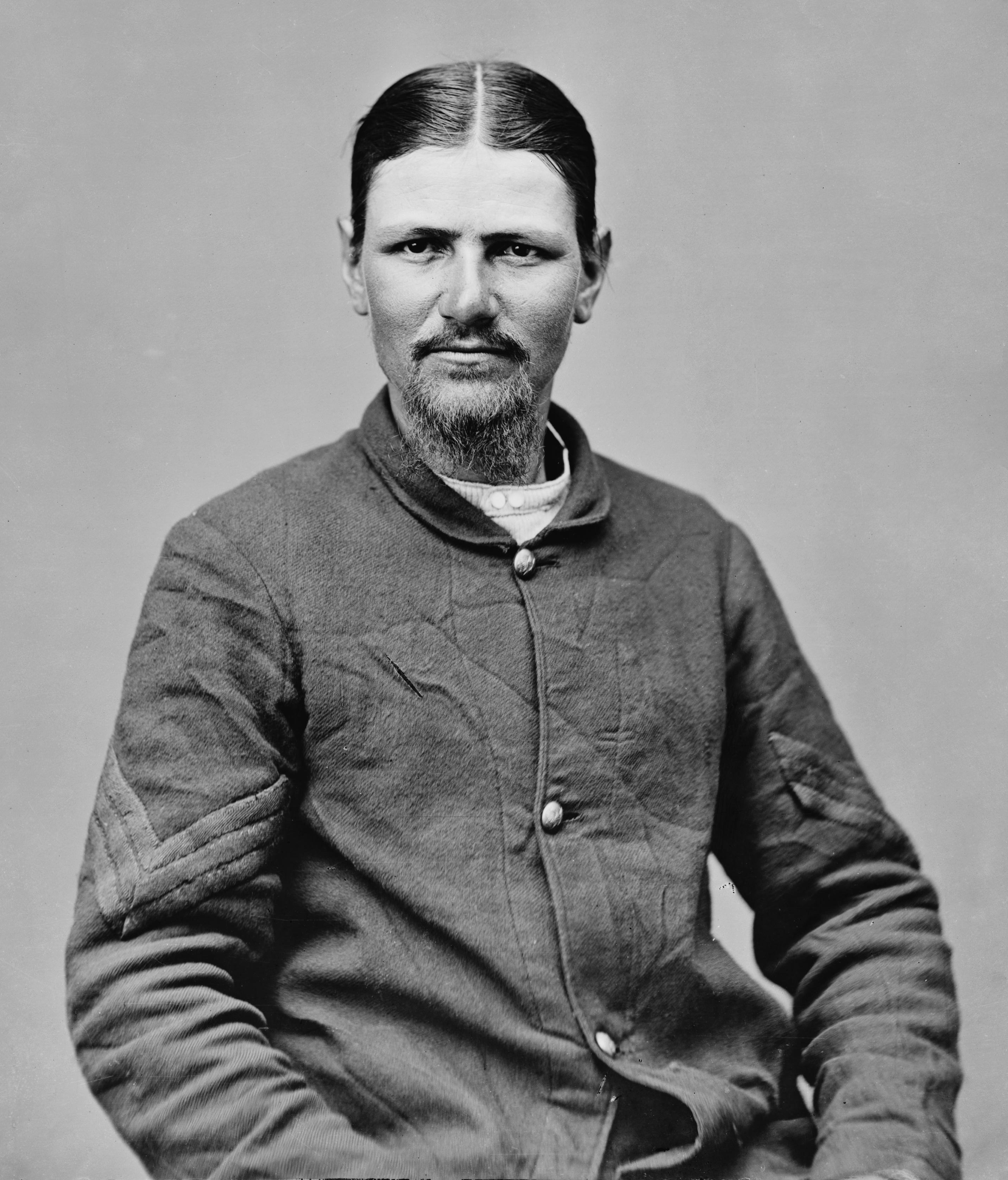
보스턴 코빗

토머스 H. "보스턴" 코빗(영어: Thomas H. "Boston" Corbett, 1832년 1월 29일 ~ 1894년 9월 1일)은 미국의 제16대 대통령 에이브러햄 링컨의 암살자 존 윌크스 부스를 총으로 쏘고 죽인 군인이다. 코빗은 처음에는 명령에 불복종했다는 이유로 체포되었지만 나중에 풀려났다. 한때 그는 언론과 대중들에 의해 영웅으로 여겨졌다.
이후 1887년 캔자스주 하원의 문지기 도우미로 활동했으나, 자신이 차별당하고 있다고 생각해 권총으로 사람들을 위협하였다. 이로 인해 토피카의 한 정신병원에 구금되었으나 1888년 탈출에 성공했으며, 이후 잠시 네오데샤에서 지냈다. 그 뒤 미네소타주의 힝클리 근방의 숲에서 은거했다고 알려졌으며, 1894년 힝클리 대화재 당시 사망한 것으로 전해진다.

## 같이 보기
- 잭 루비